# Gol (Norvegia)
Gol è un comune norvegese della contea di Buskerud.